# 2 grosze wzór 1990
2 grosze wzór 1990 – moneta dwugroszowa, wprowadzona do obiegu w dniu denominacji z 1 stycznia 1995 r., zarządzeniem z 29 listopada 1994 r. Została zastąpiona dwugroszówką wzór 2013 o zmodyfikowanym wzorze awersu.
Dwugroszówkę wzór 1990 bito w latach 1990–2014.

## Awers
W centralnym punkcie umieszczono godło – orła w koronie, pod łapą orła, z prawej strony, znak mennicy – litery M W, poniżej rok bicia, dookoła napis: „RZECZPOSPOLITA POLSKA”.

## Rewers
Na tej stronie monety znajduje duża cyfra 2, poniżej poziomy napis: „GROSZE”, nad cyfrą gałązka z dwoma liśćmi dębu.

## Nakład
Monetę bito w mosiądzu manganowym MM59 na krążku o średnicy 17,5 mm, masie 2,13 grama, z rantem gładkim, według projektów:
- Stanisławy Wątróbskiej-Frindt (awers) oraz
- Ewy Tyc-Karpińskiej (rewers),

w Mennicy Państwowej / Polskiej (S.A.).
Nakłady monety w poszczególnych latach przedstawiały się następująco:
| Lp. | Rocznik | Mennica                                      | Nakład (sztuk) | Uwagi                                           |
| --- | ------- | -------------------------------------------- | -------------- | ----------------------------------------------- |
| 1   | 1990    | Mennica Państwowa                            | 34 400 000     |                                                 |
| 2   | 1991    | Mennica Państwowa                            | 97 410 000     |                                                 |
| 3   | 1992    | Mennica Państwowa                            | 157 000 003    |                                                 |
| 4   | 1997    | Mennica Państwowa                            | 92 400 002     |                                                 |
| 5   | 1998    | Mennica Państwowa                            | 154 840 050    |                                                 |
| 6   | 1999    | Mennica Państwowa                            | 187 900 000    |                                                 |
| 7   | 2000    | Mennica Państwowa                            | 94 500 000     | istnieją destrukty mennicze stempla odwróconego |
| 8   | 2001    | Mennica Państwowa                            | 84 000 000     |                                                 |
| 9   | 2002    | Mennica Państwowa                            | 83 910 000     |                                                 |
| 10  | 2003    | Mennica Państwowa                            | 80 000 000     |                                                 |
| 11  | 2004    | Mennica Państwowa (S.A.)                     | 100 000 000    |                                                 |
| 12  | 2005    | Mennica Państwowa S.A. / Mennica Polska S.A. | 163 003 250    |                                                 |
| 13  | 2006    | Mennica Polska S.A.                          | 105 000 000    |                                                 |
| 14  | 2007    | Mennica Polska S.A.                          | 160 000 000    |                                                 |
| 15  | 2008    | Mennica Polska S.A.                          | 172 000 000    |                                                 |
| 16  | 2009    | Mennica Polska S.A.                          | 222 000 000    |                                                 |
| 17  | 2010    | Mennica Polska S.A.                          | 120 000 000    |                                                 |
| 18  | 2011    | Mennica Polska S.A.                          | 150 000 000    |                                                 |
| 19  | 2012    | Mennica Polska S.A.                          | 100 000 000    |                                                 |
| 20  | 2013    | Mennica Polska S.A.                          | 150 000 000    | w tym roczniku bito również 2 grosze wzór 2013  |
| 21  | 2014    | Mennica Polska S.A.                          | 20 000 000     | w tym roczniku bito również 2 grosze wzór 2013  |

## Opis
Z datą na monecie 2013 i 2014 w obieg wpuszczano dwugroszówki o starym i nowym wzorze awersu.
W 2005 r. Mennica Polska, z okazji 10 lat w obiegu, wyemitowała zestawy kwadratowych klip okolicznościowych, w skład których wchodził również numizmat przedstawiający w centralnej części po obu stronach rysunki awersu i rewersu dwugroszówki wzór 1990. Na awersie w miejscu cyfr określających rok bicia umieszczono napis „1995–2005”. Numizmaty te powstały na metalicznych kwadratach o wymiarach 25 × 25 mm w czterech wersjach:
- w mosiądzu manganowym (tak samo jak w przypadku monety wprowadzonej do obiegu) – masa 8,1 grama, nakład 5000 sztuk,
- w miedzi – masa 8,5 grama, nakład 2000 sztuk,
- w srebrze Ag925 – masa 9,77 grama, nakład 1000 sztuk,
- w złocie Au900 – masa 18 gramów, nakład 50 sztuk.

Ponieważ emitentem zestawów okolicznościowych była Mennica Polska, a nie Narodowy Bank Polski, numizmaty te nie są monetami w dosłownym tego słowa znaczeniu. Mimo to, w niektórych polskich katalogach wymieniane są na równi z monetami obiegowymi.

## Wersje próbne
Istnieje wersja tej monety należąca do serii próbnych w niklu z roku 1990, z wypukłym napisem PRÓBA na rewersie, wybita w nakładzie 500 sztuk oraz wersje próbne technologiczne:
- z roku 1990 w miedzioniklu, z wypukłym napisem PRÓBA na rewersie, w nieznanym nakładzie,
- z roku 1991 w miedzioniklu, z wypukłym napisem PRÓBA na rewersie, w nieznanym nakładzie,
- z roku 1991 w mosiądzu, z wypukłym napisem PRÓBA na rewersie, w nieznanym nakładzie,
- z roku 1998 w aluminium, bez napisu PRÓBA na rewersie, w nieznanym nakładzie,
- z roku 1998 w mosiądzu, z napisem PRÓBA na awersie, w nieznanym nakładzie.